# Инаугурация Гарри Трумэна (1949)
Вторая инаугурация Гарри Трумэна в качестве Президента США состоялась 20 января 1949 года. Одновременно к присяге был приведён Олбен Баркли как 35-й вице-президент США. Президентскую присягу проводил Председатель Верховного суда США Фред Винсон, а присягу вице-президента принимал судья Стэнли Форман Рид.
Это была первая транслируемая по телевидению инаугурация президента США и первая с воздушным парадом. Трумэн также возобновил традицию инаугурационного бала, которая прекратилась после инаугурации Уильяма Тафта в 1909 году. За день до церемонии инаугурации Трумэн подписал закон о повышении заработной платы президента с 25 тысяч долларов до 100 тысяч долларов в год, что является первым повышением с 1909 года.

## Церемония
Церемония инаугурации состоялась 20 января 1949 года. Главный судья Фред Винсон впервые принимал присягу президента США. После принятия присяги Трумэн выступил с речью, которую иногда называют «четырёхточечной речью», в ходе которой он обсудил экономический рост и противостояние коммунизму во всём мире. Этот момент часто называют началом политики развития по отношению к третьему миру. 
Согласно одному анализу, задержка прибытия членов Конгресса привела к перерыву в сроках полномочий Трумэна на посту президента: 20-я поправка к Конституции Соединённых Штатов, ратифицированная в 1933 году, гласит, что срок полномочий президента заканчивается в полдень 20 января после выборов. Поскольку некоторые члены Конгресса прибыли на 10 минут позже, и потребовалось ещё 10 минут, чтобы занять свои места, вице-президент Олбен Баркли был инаугурирован в 12:23, технически исполняя обязанности президента в течение шести минут до инаугурации Трумэна в 12:29. 
Миллионы людей смотрели инаугурацию, которая транслировалась в виде единой прямой передачи, которая транслировалась по всем сетям. Многие школьники наблюдали за происходящим из классных комнат. Трумэн разрешил федеральным служащим отпуск, чтобы они тоже могли смотреть. Церемония и речь Трумэна также транслировались за границу через «Голос Америки» и переводились на другие языки, включая русский и немецкий. По некоторым подсчётам, инаугурация 1949 года собрала больше свидетелей, чем все предыдущие президентские инаугурации вместе взятые.

## Галерея

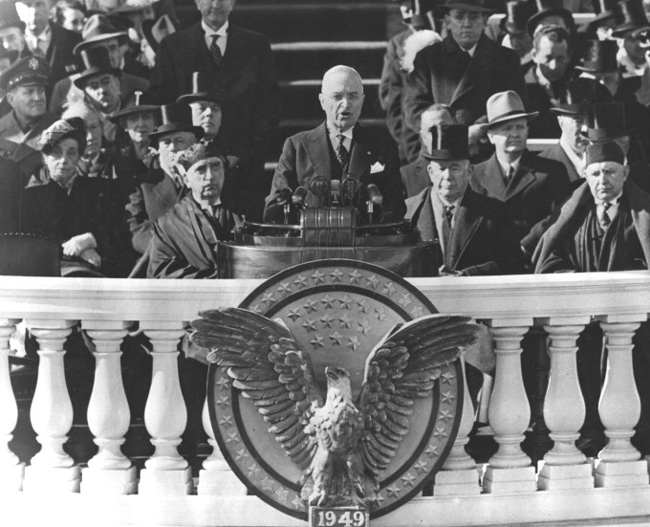
Трумэн произносит речь
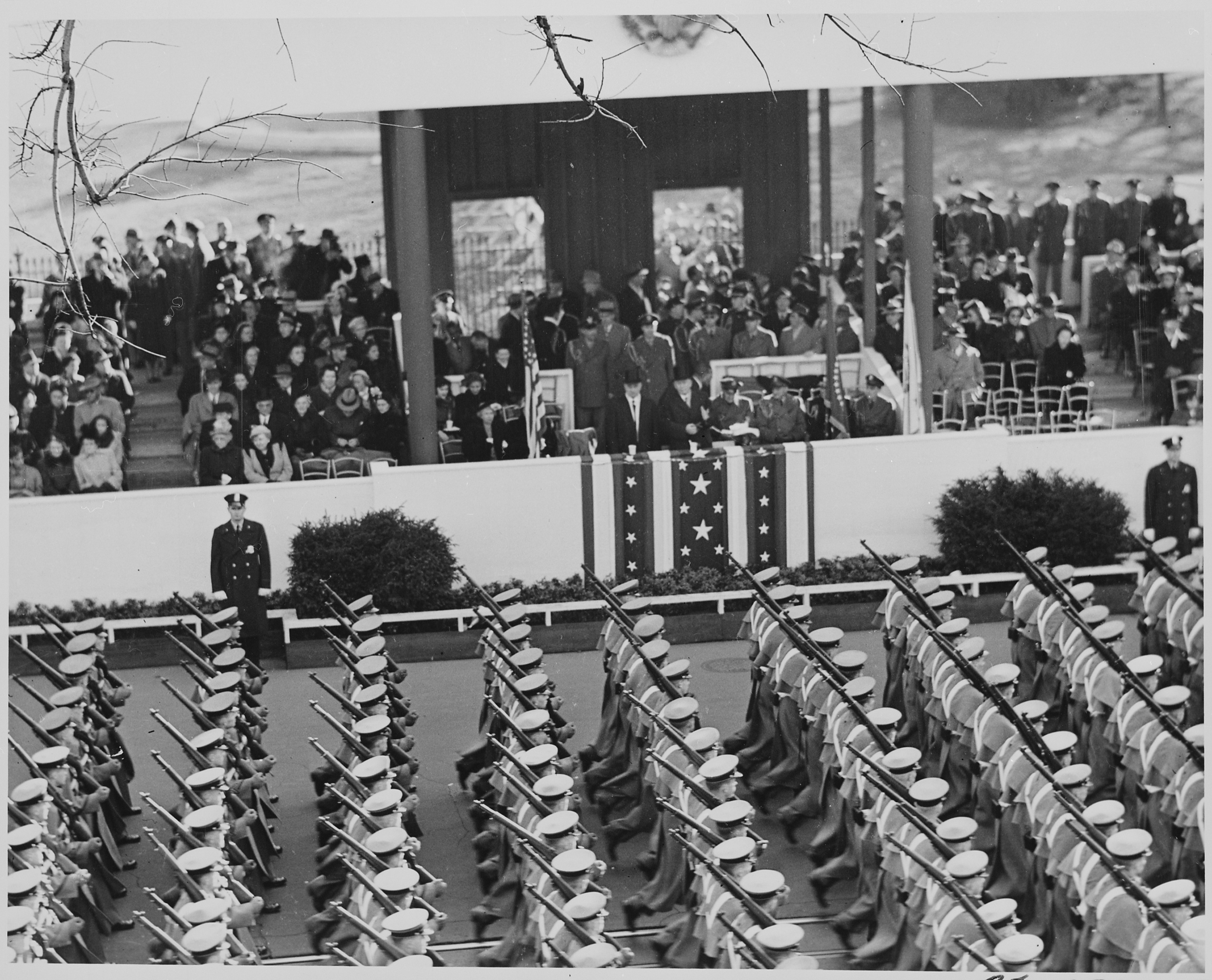
Инаугурационный парад
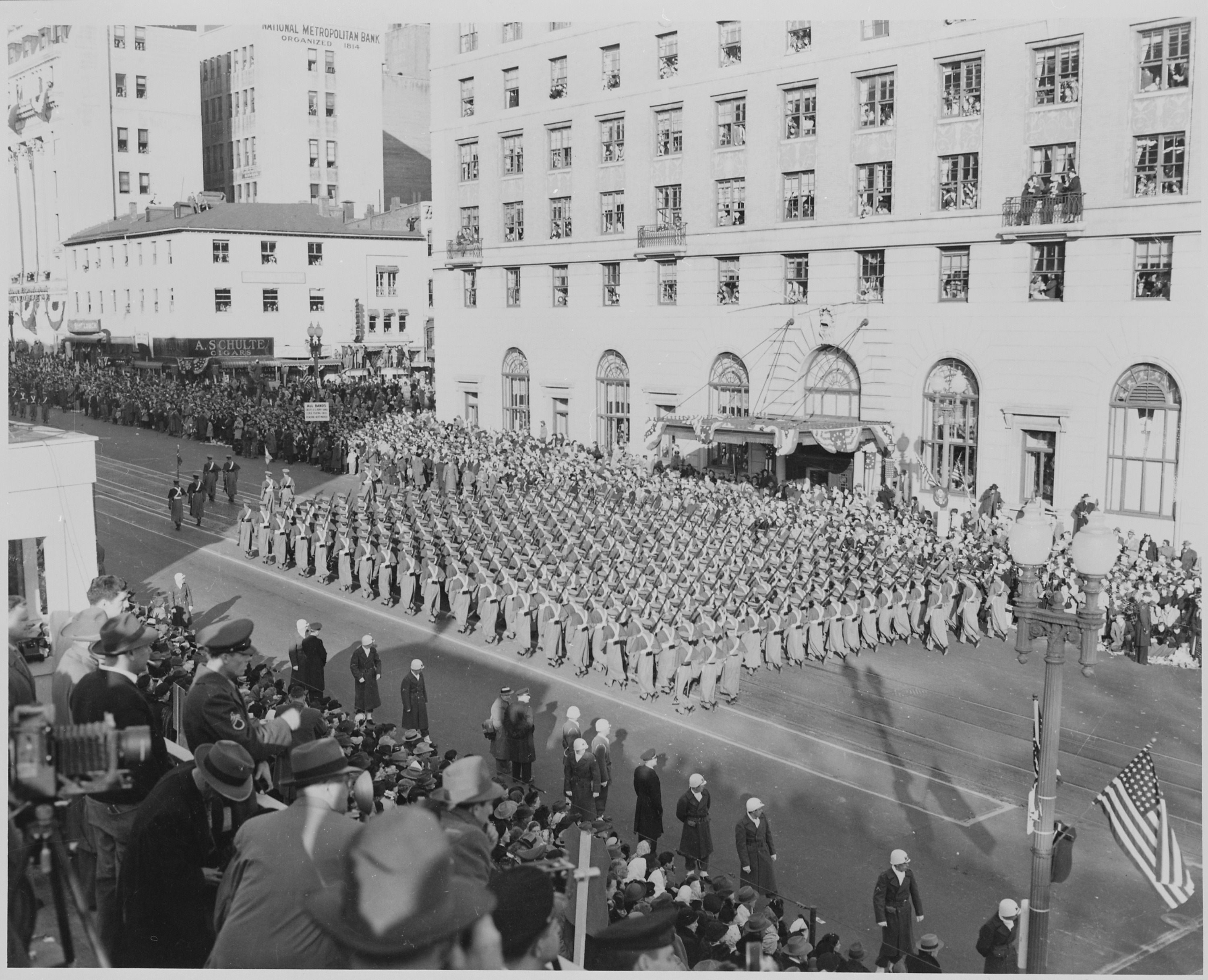
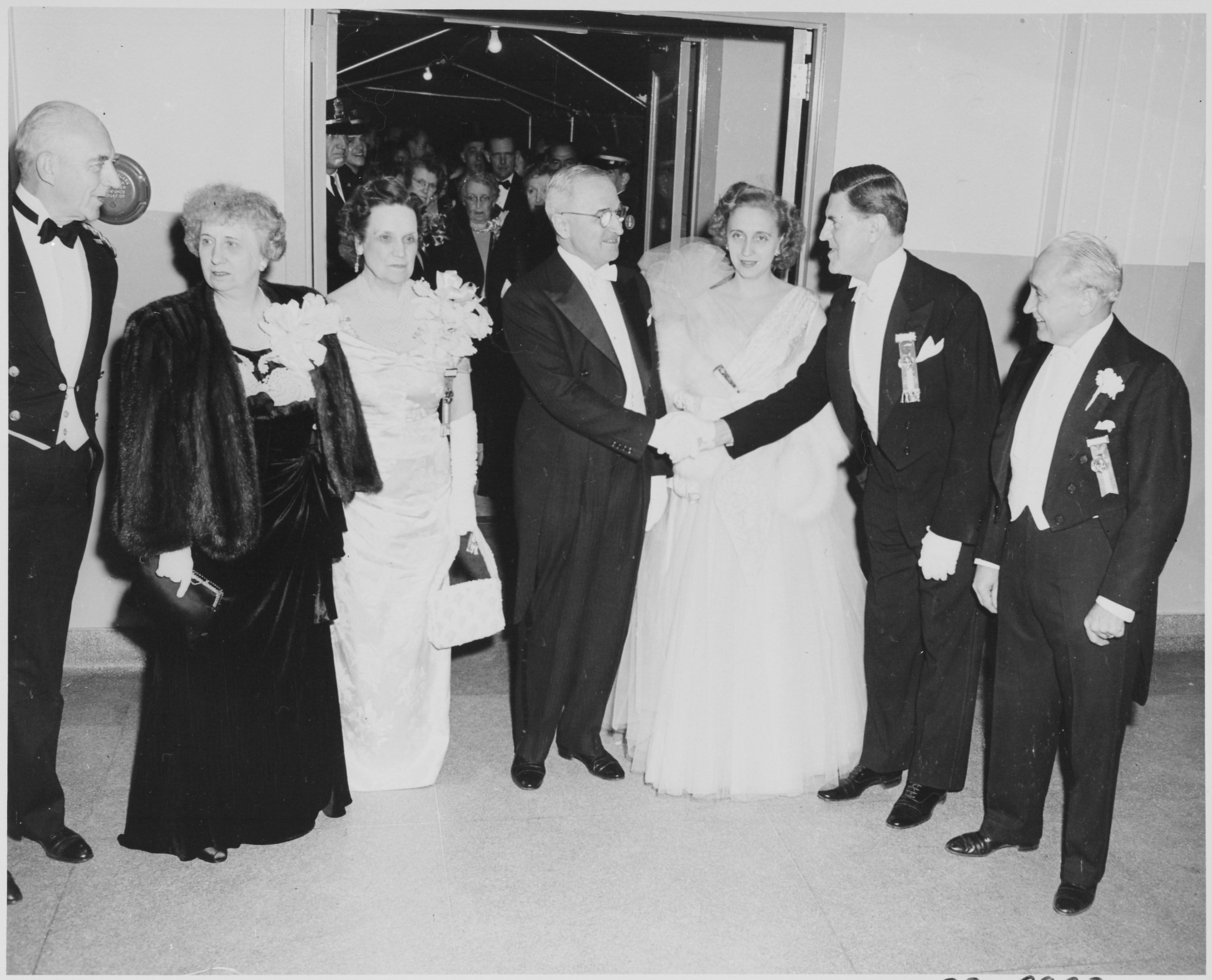
Президент Трумэн на инаугурационном балу